# أنطون عبد
أنطون عبد (26 أكتوبر 1896، طرابلس - 15 سبتمبر 1975) رئيس أساقفة أبرشية طرابلس المارونية الكاثوليكية منذ عام 1933 وحتى فاته.

## سيرته
ولد المطران أنطون عبد في 26 أكتوبر 1896 في طرابلس، لبنان ورسم كاهنًا في 17 مايو 1925 في مسقط رأسه. وفي 23 أبريل 1933 أختير ليكون أسقفًا لأبرشية طرابلس المارونية وكرسه البطريرك أنطون بطرس عريضة في 7 مايو من نفس السنة وشارك في تكريسه ثمانية أساقفة هم: رئيس أساقفة قبرص بولس عواد، ورئيس أساقفة صور شكر الله خوري م. ل. م.، وأسقف عرقا الفخري عبد الله خوري، وأسقف حماة الفخري بطرس فغالي، ورئيس أساقفة بعلبك إلياس ريشا، وأسقف النبي هوري الفخري إلياس شديد، وأسقف طرسوس الفخري عمانوئيل فارس، وأسقف اللاذقية الفخري بولس عقل. وجاء التأييد البابوي لأسقفيته من البابا بيوس الحادي عشر في 16 أكتوبر من نفس السنة أيضًا.
بعد ذلك أسس الأسقف أنطون عبد ميتمًا في مدرسة داريا عام 1943 سمي «ميتم مار أنطون» وأوكل بإدارته راهبات العائلة المقدسة المارونيات. وفي عام 1948 عين لجنة نسائية تشرف على الميتم وتجمع التبرعات له. وشارك الأسقف أنطون عبد في المجمع الفاتيكاني الثاني وحضر الجلسات الأولى والثانية والثالثة والرابعة.
و تمت ترقيته إلى رئيس لأساقفة طرابلس في 5 سبتمبر 1965، وأحبه سكان طرابلس من كل الطوائف وأطلق عليه - تحببًا - لقب «المطران محمد العبد». وفي عام 1966 قام بتوسيع ميتم مار أنطون وأعاد تجهيزه بما يتلاءم مع الخدمات التي يقدمها الميتم.
توفي في 15 سبتمبر 1975 عن عمر 78 سنة.